# Cantone di Sarralbe
Il Cantone di Sarralbe è una divisione amministrativa dell'arrondissement di Sarreguemines e dell'arrondissement di Forbach.
A seguito della riforma approvata con decreto del 18 febbraio 2014, che ha avuto attuazione dopo le elezioni dipartimentali del 2015, è passato da 14 a 48 comuni.

## Composizione
I 14 comuni facenti parte prima della riforma del 2014 erano:
- Ernestviller
- Hazembourg
- Hilsprich
- Holving
- Kappelkinger
- Kirviller
- Nelling
- Puttelange-aux-Lacs
- Rémering-lès-Puttelange
- Richeling
- Saint-Jean-Rohrbach
- Sarralbe
- Le Val-de-Guéblange
- Willerwald

Dal 2015 i comuni appartenenti al cantone sono i seguenti 48:
- Altrippe
- Baronville
- Bérig-Vintrange
- Biding
- Bistroff
- Boustroff
- Brulange
- Destry
- Diffembach-lès-Hellimer
- Eincheville
- Ernestviller
- Erstroff
- Frémestroff
- Freybouse
- Gréning
- Grostenquin
- Grundviller
- Guebenhouse
- Guessling-Hémering
- Harprich
- Hazembourg
- Hellimer
- Hilsprich
- Holving
- Kappelkinger
- Kirviller
- Landroff
- Laning
- Lelling
- Leyviller
- Lixing-lès-Saint-Avold
- Loupershouse
- Maxstadt
- Morhange
- Nelling
- Petit-Tenquin
- Puttelange-aux-Lacs
- Racrange
- Rémering-lès-Puttelange
- Richeling
- Saint-Jean-Rohrbach
- Sarralbe
- Suisse
- Vahl-Ebersing
- Le Val-de-Guéblange
- Vallerange
- Viller
- Woustviller